# Isaiah Stewart

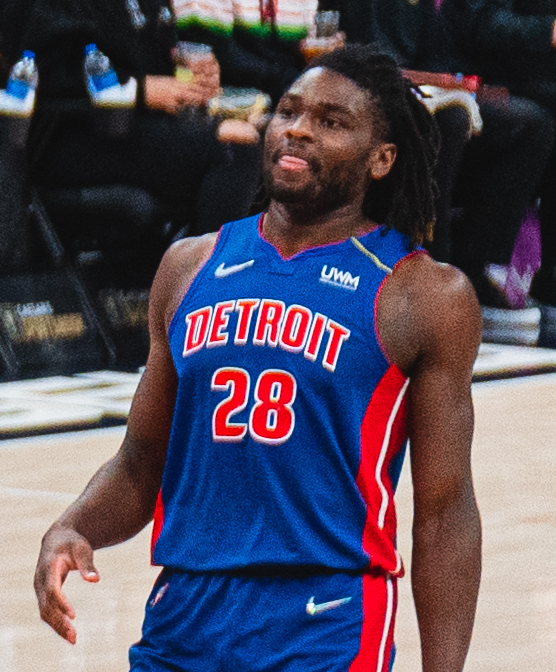
Isaiah Stewart, 2022.

Isaiah Stewart II, född 22 maj 2001 i Rochester i New York, är en amerikansk professionell basketspelare (PF/C) som spelar för Detroit Pistons i National Basketball Association (NBA).
Han draftades av Portland Trail Blazers i första rundan i 2020 års draft som 16:e spelare totalt.
Innan Stewart blev proffs studerade han vid University of Washington och spelade för deras idrottsförening Washington Huskies.